# Michel Eggermont

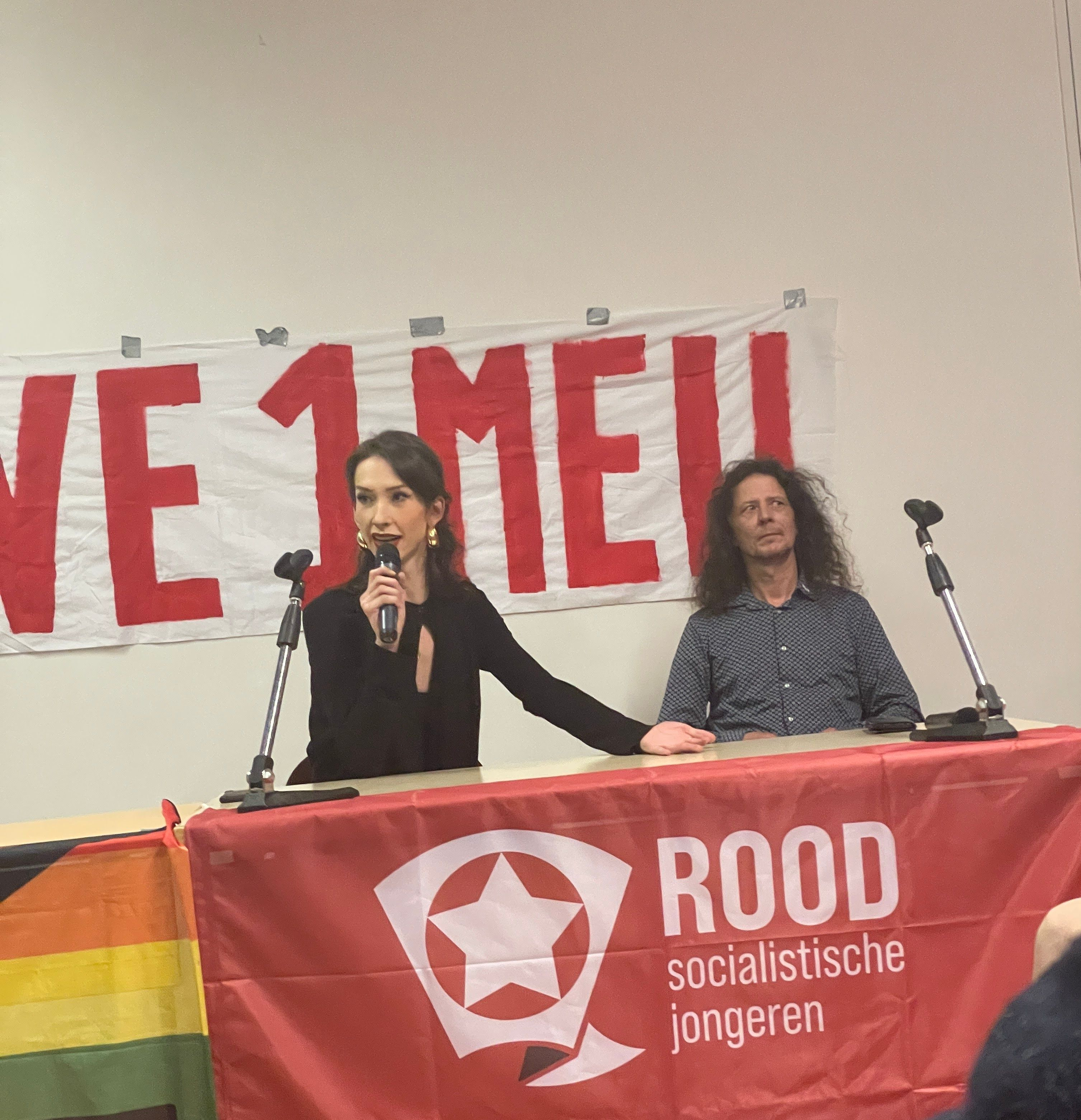
Michel Eggermont (rechts) en Rebekka Timmer op de 1 Mei-bijeenkomst van BIJ1, De Socialisten en ROOD, Socialistische Jongeren

Michel Eggermont is een Nederlandse vakbondsactivist bij de FNV, voormalig voorzitter van de Socialisten en secretaris en medeoprichter van Socialisten Utrecht. Hij is werkzaam voor de NS als servicemedewerker en heeft meerdere functies gehad binnen en namens de SP.
Eggermont is in het verleden actief geweest bij Utrechtse studentenvakbond USF, de Vereniging Van Dienstplichtige Militairen, de Socialistiese Arbeiderspartij en haar jongerenorganisatie Rebel.

## FNV Spoor
Eggermont werkt sinds 1996 in de spoorsector. Hij voerde actie met collega lokettisten om hun flexcontracten om te zetten naar vaste contracten, wat het gewenste resultaat bereikte. Vanaf 2021 is hij vervangend lid van het Ledenparlement van de FNV namens de sector Vervoer.
Aan het begin van zijn Statenlidmaatschap in 2019 moest Eggermont onder dreiging van ontslag een document ondertekenen van de NS, waarin hij akkoord ging in de Provinciale Staten niet het dossier mobiliteit op te pakken. Met tegenzin ondertekende hij het document op aandringen van een FNV-jurist.

## De SP
Eggermont is tussen 2004 en zijn royement in 2021 lid geweest van de SP. Hij was meermaals gemeenteraadslid in Utrecht: tussen 2007 en 2014, en vervolgens in 2015 opnieuw, als vervanging van Nicole van Gemert, die met zwangerschapsverlof ging Hij bleef aan tot 2018. Ook heeft hij twee functies als afdelingsbestuurder van SP Utrecht bekleed: tussen 2006 en 2010 was hij organisatiesecretaris van de afdeling, tussen 2010 en 2012 was hij lid van het dagelijks bestuur ervan. Tussen 2019 en 2022 was hij Statenlid in de provincie Utrecht namens de partij.
Eggermonts SP-lidmaatschap kwam in opspraak toen de SP zich distantieerde van Marxistisch Forum en Communistisch Platform. Partijleider Lilian Marijnissen sprak bij Buitenhof expliciet uit dat voor hem geen plaats was bij de SP als hij lid was van Communistisch Platform, wat Eggermont ontkende.
In 2021 stond Eggermont centraal in het aftreden van het bestuur van de Utrechtse SP-afdeling. De afdeling nam op een ALV een motie aan die stelde dat hij zijn functie kon behouden mocht een royement volgen, waardoor het bestuur in een onhoudbare situatie kwam. Zij traden hierdoor af.
Eggermont werd in 2021 geroyeerd uit de SP door partijsecretaris Arnout Hoekstra. Destijds was hij kandidaat om zelf secretaris te worden van de partij. Hij tekende bezwaar aan tegen het royement, maar dit werd afgewezen door de partijraad.

## Socialisten Utrecht
Na zijn royement zette zijn Statenlidmaatschap voort, eerst nog binnen de SP-fractie. Het partijbestuur dreigde hierop met juridische stappen, omdat zij van mening waren dat Eggermont niet naar buiten mocht treden als lid van een SP-fractie. In 2022 besloot fractievoorzitter Jan Breur om hem met zijn eigen goedkeuring uit de tweemansfractie te plaatsen, waarop Eggermont fractievoorzitter werd van zijn eigen eenmansfractie. Deze kreeg de naam Socialisten Utrecht. In de praktijk functioneerden de twee nog steeds als één fractie. Socialisten Utrecht deed niet mee aan de Provinciale Statenverkiezingen in 2023 omdat ze zichzelf onvoldoende actief in de gehele provincie achtten, aldus Eggermont. Hierdoor kwam zijn Statenlidmaatschap ten einde.
Eggermont stond in 2022 op de lijst voor Socialisten Utrecht voor de gemeenteraadsverkiezingen in Utrecht. Hij stond op de derde lijstpositie, achter lijsttrekker Floris Boudens, die ook geroyeerd was uit de SP. Eggermont ontving 95 stemmen. De partij behaalde geen zetels in de gemeenteraad.